# Лэмпсон, Батлер
Батлер Райт Лэ́мпсон (англ. Butler Wright Lampson; род. 1943, Вашингтон) — американский учёный в области теории вычислительных систем, лауреат премии Тьюринга. 
Сотрудник «Майкрософт», член Национальной инженерной академии США (1984), Национальной академии наук США (2005), иностранный член Лондонского королевского общества (2018).

## Биография
Лэмпсон окончил школу в городе Лоренсвил штата Нью-Джерси, получил степени бакалавра по физике — в Гарвардском университете (1964), и доктора философии по электротехнике — в Калифорнийском университете в Беркли (1967).
В 1960-х годах Лэмпсон участвовал в проекте GENIE в Беркли, в ходе которого была разработана система распределения времени Berkeley Timesharing System для компьютера SDS 940 компании Scientific Data Systems. В 1970-х Лэмпсон стал одним из основателей лаборатории Xerox PARC. Там, в 1972 году, он приступил к созданию одного из первых персональных компьютеров Xerox Alto. В то же время он опубликовал свои взгляды на развитие персональных компьютеров под заголовком «Why Alto?» Год спустя, компания Xerox выпустила на рынок компьютер Xerox Alto.
В лаборатории Xerox PARC Лэмпсон участвовал в разработке технологий лазерной печати, сетей Ethernet, обработки текста в режиме WYSIWYG (Bravo) и многих других, сильно повлиявших на развитие компьютерной техники.
В 1980-х годах Лэмпсон ушёл в Digital Equipment Corporation. Сейчас он работает в исследовательском отделе Майкрософт, где занимается вопросами безопасности и борьбы с пиратством. Преподаёт в Массачусетском технологическом институте.
Батлер Лэмпсон женат на Лоис Альтермэн, имеет двух сыновей — Майкла и Дэвида.

Лэмпсону часто приписывается цитата 
Каждая компьютерная проблема решается еще одним уровнем абстракции
 однако в своей благодарственной речи в 1993 году он указывает на Дэвида Уилера, как автора этого выражения.

## Награды и отличия
- 1984 — ACM Software Systems Award за работу над Xerox Alto
- 1986 — почётный доктор Швейцарской высшей технической школы Цюриха
- 1992 — премия Тьюринга «За вклад в разработку распределённых, персональных вычислительных сред и технологию их реализации: рабочие станции, сети, операционные системы, программные системы, дисплеи, безопасность и обмен документами»
- 1994 — почётное членство в Ассоциации вычислительной техники
- 1996 — IEEE Computer Pioneer award
- 1998 — National Computer Systems Security Award
- 2001 — медаль Джона фон Неймана
- 2004 — премия Дрейпера Национальной инженерной академии